# یک زندگی

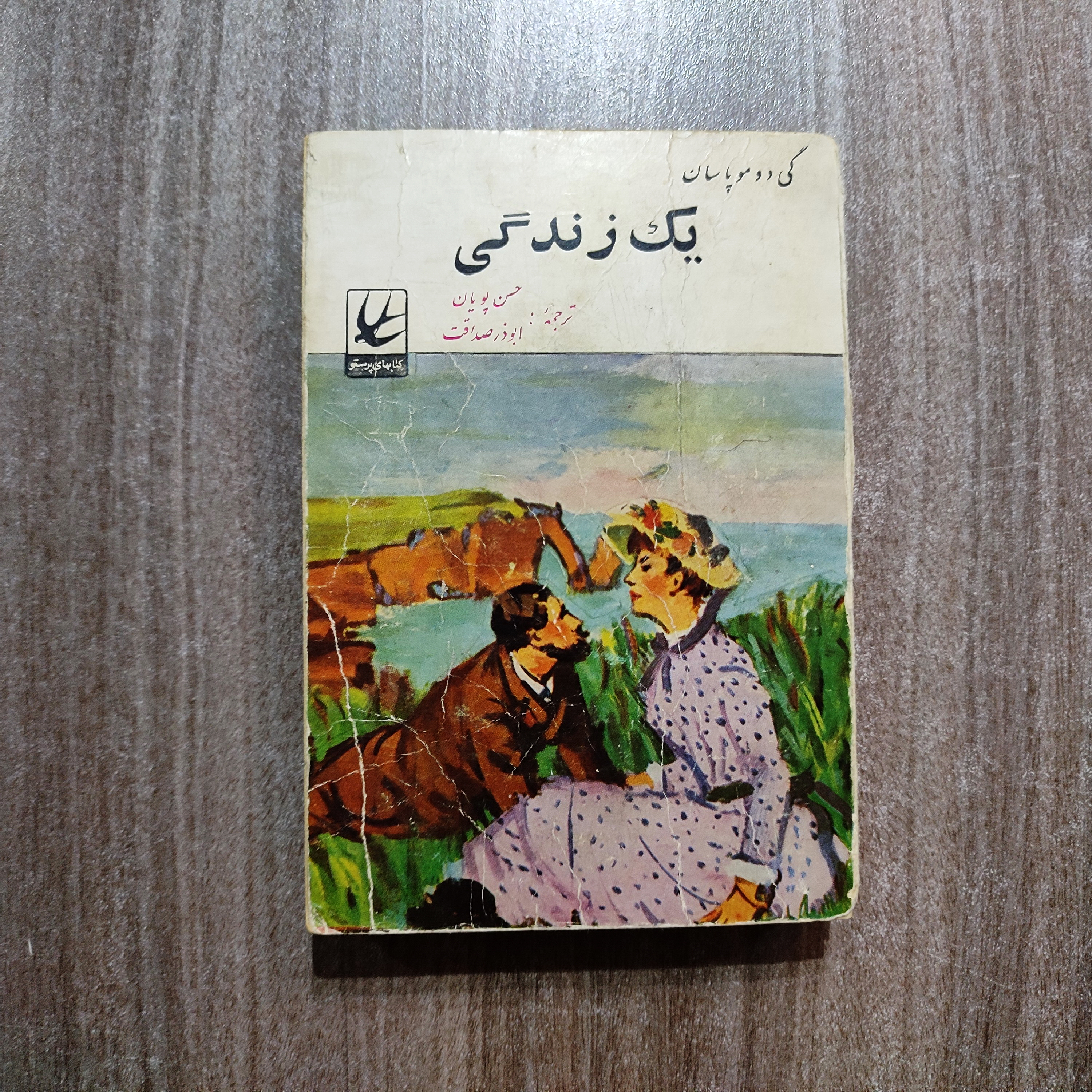

یک زندگی نام یک کتاب ادبی است که توسط گی دو موپاسان، نویسندهٔ اهل فرانسه نوشته شده‌است.